# 441 до н. е.

## Події

### Рим
- консули Гай Фурій Паціл Фуз та Маній Папірій Красс

### Греція
- 84 олімпіада, рік 4

### Китай
- повстання проти Цинь на раніше захоплених циньцями територіях Південного Чжен